# Elacatinus oceanops
 Elacatinus oceanops és una espècie de peix de la família dels gòbids i de l'ordre dels perciformes que es troba des del sud de Florida fins a Texas i Belize.
Els mascles poden assolir els 5 cm de longitud total.